# Putnam megye (Florida)
Putnam megye az Amerikai Egyesült Államokban, azon belül Florida államban található. Megyeszékhelye és legnagyobb városa Palatka. Lakosainak száma 73 321 fő (2020. április 1.).

## Népesség
A megye népességének változása:
| Lakosok száma | 74 234 | 73 946 | 73 114 | 72 577 | 72 023 | 73 321 |
|               | 2010   | 2011   | 2012   | 2013   | 2015   | 2020   |